# Округ Тејлор (Ајова)
Округ Тејлор (енгл. Taylor County) је округ у америчкој савезној држави Ајова.

## Демографија
По попису из 2010. године број становника је 6.317, што је 641 (-9,2%) становника мање 2000. године.
| Група             | 2000.         | 2010.         |
| Белци             | 6.633 (95,3%) | 5.872 (93,0%) |
| Афроамериканци    | 2 (0,0%)      | 14 (0,2%)     |
| Азијати           | 21 (0,3%)     | 17 (0,3%)     |
| Хиспаноамериканци | 265 (3,8%)    | 364 (5,8%)    |
| Укупно            | 6.958         | 6.317         |